# Flugt
Flugt (Engels: Flee) is een Deense animatiefilm en docudrama uit 2021, geschreven en geregisseerd door Jonas Poher Rasmussen.

## Verhaal
De film volgt Amin Nawabi, die als vluchteling zijn thuisland Afghanistan ontvluchtte naar Denemarken en voor het eerst zijn verhaal deelt over zijn verborgen verleden nu hij op het punt staat met zijn man te trouwen. 

## Productie
Flugt ging op 28 januari 2021 in wereldpremière op het Sundance Film Festival en werd op 3 december 2021 in de bioscoop in de Verenigde Staten uitgebracht. De film kreeg positieve kritieken van de filmcritici, met een score van 98% op Rotten Tomatoes, gebaseerd op 154 beoordelingen. De film werd geselecteerd als de Deense inzending voor de Academy Award voor beste internationale speelfilm, en werd ook genomineerd, samen met twee andere nominaties in de categorieën "Beste documentaire" en "Beste animatiefilm" en was daarmee de eerste film die dit ooit deed. De film werd genomineerd voor beste animatiefilm voor de Golden Globe Awards en tweemaal voor de British Academy Film Awards (beste animatiefilm, beste documentaire).

## Prijzen en nominaties
De belangrijkste:
| Jaar | Prijs                       | Categorie                    | Genomineerde(n)              | Uitslag     |
| ---- | --------------------------- | ---------------------------- | ---------------------------- | ----------- |
| 2022 | Golden Globes               | Beste animatiefilm           | Beste animatiefilm           | Genomineerd |
| 2022 | British Academy Film Awards | Beste animatiefilm           | Beste animatiefilm           | Genomineerd |
| 2022 | British Academy Film Awards | Beste documentaire           | Beste documentaire           | Genomineerd |
| 2022 | Academy Awards              | Beste niet-Engelstalige film | Beste niet-Engelstalige film | Genomineerd |
| 2022 | Academy Awards              | Beste documentaire           | Beste documentaire           | Genomineerd |
| 2022 | Academy Awards              | Beste animatiefilm           | Beste animatiefilm           | Genomineerd |
| 2021 | Sundance Film Festival      | World Cinema Documentary     | World Cinema Documentary     | Gewonnen    |
| 2021 | Europese Filmprijzen        | Beste documentaire           | Beste documentaire           | Gewonnen    |
| 2021 | Europese Filmprijzen        | Beste animatiefilm           | Beste animatiefilm           | Gewonnen    |